# Kortstaartbuideldas
De kortstaartbuideldas (Echymipera kalubu) is een buideldas uit het geslacht Echymipera. De wetenschappelijke naam van de soort werd voor het eerst geldig gepubliceerd door Johann Baptist Fischer in 1829.

## Kenmerken
Net als andere Echymipera is de kortstaartbuideldas een middelgrote, donkere, stekelige buideldas. Anders dan bij enkele andere soorten zit er geen zwarte knobbel op de voet. Het dier heeft een lange, beweeglijke snuit en stijve, dikke dekharen in verschillende kleuren geel, koperrood of bruin tot zwart. De buik heeft een vaalgele kleur. De staart bevat geen haar. De kop-romplengte bedraagt voor mannetjes van de ondersoort philipi 300 tot 345 mm en voor vrouwtjes 242 tot 280 mm, de staartlengte respectievelijk 73,2 tot 92,0 mm en 73,0 tot 88,0 mm, de achtervoetlengte 53,5 tot 58,7 mm en 45,8 tot 49,0 mm, de oorlengte 25,0 tot 27,0 mm en 21,7 tot 25,7 mm en het gewicht 700 tot 1000 g en 405 tot 560 g. Voor Papoea-Nieuw-Guinese exemplaren van de ondersoort kalubu bedraagt de kop-romplengte respectievelijk 260 tot 380 mm en 225 tot 280 mm, de staartlengte 63 tot 98 mm en 68 tot 78 mm.

## Leefwijze
De kortstaartbuideldas is een nachtdier en komt veel voor in de laaglanden van Nieuw-Guinea. Er wordt veel op het dier gejaagd. Op grotere hoogte komt het dier steeds minder voor in primair bos, hoewel het in verstoorde habitats nog tot op 2000 m hoogte te vinden is. De soort eet zaden, fruit, larven van insecten en op het land levende weekdieren. Op soortgenoten reageren ze vrij agressief. Overdag wordt uitgerust in een holle boom, onder een bladerhoop of in een zelfgegraven hol.

## Voortplanting
De vrouwtjes zijn zeer vruchtbaar; waarschijnlijk kunnen ze ongeveer eens in de 120 dagen een jong krijgen. Meestal zitten er een tot drie jongen in de buidel. Er worden over het algemeen meer mannetjes dan vrouwtjes gevangen.

## Verspreiding
Deze soort komt voor op Nieuw-Guinea en een aantal nabijgelegen eilanden (Bagabag, mogelijk Batanta, Biak-Supiori, Blup Blup, Japen, Kadovar, Karkar, Koil, Lou, Manus, Misool, Nieuw-Brittannië, Owi, Sakar, Salawati, Su Mios, Tolokiwa, Umboi, Vokeo en Waigeo). Op Manus is de soort waarschijnlijk geïntroduceerd.

## Ondersoorten
De kortstaartbuideldas heeft de volgende ondersoorten:
- Echymipera kalubu kalubu (Fischer, 1829) – komt voor in wijdverspreid voor in Nieuw-Guinea, Japen en de Raja Ampat-eilanden.
- Echymipera kalubu cockerelli (Ramsay, 1877) – komt voor op de eilanden in de Bismarckarchipel; Nieuw-Brittannië, Manus en omliggende eilanden.
- Echymipera kalubu oriomo Tate & Archbold, 1936 – komt voor op het plateau van de Fly River.
- Echymipera kalubu philipi Troughton, 1954 – komt voor op eilanden in de Geelvinkbaai; Biak, Supiori en Owi.